# Dries Riphagen
Bernardus Andreas (Dries) Riphagen (Amsterdam, 7 september 1909 – Glion (Zwitserland), 13 mei 1973) was in de jaren 1930 een Amsterdamse crimineel. Tijdens de Tweede Wereldoorlog collaboreerde hij met de Duitse bezettingsmacht.

## Leven

### Jeugd en criminaliteit
Dries Riphagen werd als achtste kind geboren in een Amsterdams gezin. Zijn vader werkte voor de marine, zijn moeder overleed toen hij zes jaar oud was. Zijn vader hertrouwde. Hij was alcoholist en verzuimde hierdoor een goede opvoeding. Op de leeftijd van 14 jaar werd Dries Riphagen naar de Lagere Zeevaartschool Pollux gestuurd, waarna hij van 1923 tot 1924 op zee voer als lichtmatroos. Vervolgens verbleef hij gedurende twee jaar in de Verenigde Staten, werkzaam voor Standard Oil. In deze periode kwam hij in contact met de lokale criminele circuits en deed hier ervaring op. Zijn bijnaam "Al Capone" is afkomstig van zijn tijd in de VS.
Na zijn terugkeer in Nederland sloot Riphagen zich aan bij de Nationaal-Socialistische Nederlandsche Arbeiderspartij, een extreem antisemitische minderheidspartij die als doelstelling had Nederland als provincie bij het Duitse rijk te laten horen. Riphagen werd een vooraanstaand figuur in de Amsterdamse onderwereld, een bekende souteneur van het Rembrandtplein, en ontwikkelde een smaak voor juwelen, dure stenen en gokken, terwijl hij handelde in - soms gestolen - auto's.

### Duitse bezetting
Tijdens de bezetting werkte hij samen met verschillende Duitse instanties, in eerste instantie als lid van Colonne Henneicke voor de Sicherheitsdienst en later als een lid van Bureau Joodsche Zaken. Het was zijn taak, samen met zijn "collega's" uit de Amsterdamse onderwereld, om de zwarte markt te ontmantelen en om Joods bezit op te sporen. Als een bonus ontvingen de mannen vijf tot tien procent van de geconfisqueerde goederen, maar ze onttrokken ook veel waardevolle zaken aan het oog van de bezetter. Riphagen speelde een belangrijke rol bij het in 1944 deels oprollen van de Persoonsbewijzencentrale waarbij de Duits-Joodse verzetsstrijder Gerhard Badrian werd doodgeschoten. In mei 1945 meldde Riphagen zich bij de autoriteiten en kreeg hij huisarrest. 

### Na de oorlog
Na de oorlog werd Dries Riphagen gezocht door de politie voor zowel hoogverraad als het verraden van Joden. Het OM achtte hem verantwoordelijk voor de dood van op zijn minst 200 Joden. Riphagen nam contact op met voormalig verzetsman en hoofd van Politie in Enschede, Wim Sanders, die een deal met hem maakte: Riphagen werd niet overgedragen aan justitie, maar onder huisarrest geplaatst in ruil voor informatie over andere collaborateurs. Hij was met zijn gezin ondergebracht in de woning van Frederik Kerkhoven rechercheur bij het Bureau Nationale Veiligheid.
In februari 1946 wist hij uit Nederland te ontsnappen om uiteindelijk in Argentinië te belanden. Daar bouwde hij een vriendschap op met president Juan Perón. Na de Revolución Libertadora, waar Perón werd afgezet, eind jaren vijftig, volgde Riphagen hem naar Europa. Hier reisde hij veel, voornamelijk in Spanje, West-Duitsland en Zwitserland. Hij had de voorkeur zich te omringen met vermogende vrouwen, die hem onderhielden. Zijn laatste bekende adres is in Madrid. In 1973 overleed hij aan kanker in een Zwitserse kliniek in Montreux.
Riphagen heeft nooit terechtgestaan en is dus ook nooit veroordeeld voor zijn misdaden. In 1997 onthulden de journalisten Bart Middelburg en René ter Steege dat Riphagen uit Nederland wist te ontsnappen met de hulp van Frederik Kerkhoven van het Bureau Nationale Veiligheid, de voorloper van de BVD, en zijn broer Pieter.

### Burgerlijke staat
Riphagen is viermaal getrouwd geweest. Uit zijn eerste huwelijk is een dochter geboren. Zijn tweede en derde huwelijk waren kinderloos, en een zoon is geboren uit het vierde huwelijk met Margaretha Johanna Ros in 1943. Zijn vrouw en zoon zijn van 1946 tot aan juni 1954 inwonende geweest bij Frederik Kerkhoven.

## Film
In september 2016 ging Riphagen, een film over zijn leven, in première. De film is gebaseerd op het boek van genoemde twee journalisten en op interviews met zijn zoon Rob Riphagen. De regie was in handen van Pieter Kuijpers en de titelrol werd gespeeld door Jeroen van Koningsbrugge.
Op 1 januari 2017 begon de driedelige serie Riphagen bij de VPRO.